# Dominik Hunek
Dominik Jakub Hunek (ur. 18 sierpnia 1977) – adwokat, były członek rad nadzorczych spółek giełdowych, w tym  KGHM Polska Miedź SA, PLL LOT SA, arbiter sądu polubownego przy Prokuratorii Generalnej Rzeczypospolitej Polskiej.
Ukończył studia na Uniwersytecie Wrocławskim na Wydział Prawa, Administracji i Ekonomii. Następnie ukończył aplikację adwokacką, zdał egzamin adwokacki w 2007 r. z wynikiem bardzo dobrym.
Posiada kilkunastoletnie doświadczenie w świadczeniu usług doradczych, w tym dla dużych korporacji, głównie w zakresie doradztwa strategicznego w najważniejszych sprawach zarządczych (inwestycyjnych, korporacyjnych, pracowniczych). Obrońca i pełnomocnik w setkach procesów. Kieruje zespołami analityków wykonujących projekty dla istotnych polskich i międzynarodowych podmiotów.

## Działalność zawodowa
W 2002 r. ukończył studia prawnicze na Wydziale Prawa, Administracji i Ekonomii Uniwersytetu Wrocławskiego. Pracował dla wrocławskiego, a następnie warszawskiego oddziału międzynarodowej korporacji doradczej. W 2003 r. został przyjęty do wałbrzysko-jeleniogórskiej Izby Adwokackiej, a od 2005 r. jest członkiem Izby Adwokackiej we Wrocławiu. W 2007 r. złożył egzamin adwokacki, po czym rozpoczął praktykę adwokacką we wrocławskiej Kancelarii Budnik, Posnow i Partnerzy jako Partner.
W latach 2008–2018 wykonywał zawód adwokata będąc wspólnikiem w Lis i Partnerzy, a także – od 2017 r. do 2020 r. – będąc szefem ekspertów Spółki Operators Sp. z o.o. Sp. k. Od 2018 r. wspólnik zarządzający Kancelarii Hunek i Wspólnicy, aktualnie Hunek i Partnerzy. Obok obron w sprawach związanych z przestępczością gospodarczą zajmuje się głównie doradztwem strategicznym dla dużych spółek przemysłowych. Zajmuje się zagadnieniami stricte prawniczymi oraz zarządczymi, w tym głównie w zakresie prawa cywilnego i gospodarczego, korporacyjnego oraz prawem kontraktów i prawem energetycznym. Od szeregu lat doradza dużym podmiotom gospodarczym, między innymi instytucjom finansowym, przedsiębiorcom przemysłowym, spółkom energetycznym oraz uczestnikom rynku IT. Był doradcą zarządów spółek także w zakresie problematyki relacji ze związkami zawodowymi, zbiorowego prawa pracy. Kieruje zespołami specjalistów dokonujących audytów spółek handlowych, ewaluacji zamierzeń inwestycyjnych, także w zakresie fuzji i przejęć. Występuje także w licznych procesach przed Sądami Powszechnymi. Od 2007 r. zarządza przedsiębiorstwami prawniczymi, doradczymi, grupami ekspertów.
W ostatnich latach, pracując dla dużych korporacji, był odpowiedzialny m.in. za doradztwo dla departamentu operatora systemu dystrybucyjnego elektroenergetycznego, prawne aspekty przeprowadzenia prywatyzacji pracowniczej, restrukturyzację obsługi prawnej, wdrożenie systemu zarządzania przeterminowanymi należnościami, doradztwo strategiczne w najważniejszych sprawach zarządczych (inwestycyjnych, korporacyjnych, pracowniczych), departament procesowy spraw problemowych. Swoje doświadczenie poszerzył o problematykę rynku towarowego transportu kolejowego, ze szczególnym uwzględnieniem najbardziej skomplikowanych zagadnień dystrybucji i sprzedaży energii elektrycznej w ramach monopolu naturalnego OSD sieci trakcyjnych. Od 2007 r. zarządza przedsiębiorstwami prawniczymi, doradczymi, grupami ekspertów.
W latach 2016–2018 pełnił funkcje Członka Rad Nadzorczych Spółek z udziałem Skarbu Państwa (Polskich Linii Lotniczych LOT SA reprezentując Skarb Państwa oraz KGHM Polska Miedź SA pełniąc funkcję Przewodniczącego)..
W ramach obowiązków Przewodniczącego RN KGHM – poza standardowymi obowiązkami nadzorczymi – w drugiej połowie 2016 r., przez okres kilku miesięcy pełnił funkcję Wiceprezesa Zarządu ds. Aktywów Zagranicznych wdrażając skutecznie rozwiązania krytycznych problemów, w tym poprzez negocjacje na poziomie międzynarodowym. Zarządza pracami Rady Nadzorczej i jej Komitetów, stale i kompleksowo nadzorując wszystkie aspekty działalności Spółki.
W latach 2015–2016 był doradcą Ministra Skarbu Państwa.

## Działalność społeczna
Od 2005 r. przewodniczy Radzie Nadzorczej Fundacji Dzieci i Młodzieży Niepełnosprawnej „Krzyś” z siedzibą we Wrocławiu, dokładając także wysiłków organizacyjnych na rzecz stałego podnoszenia możliwości terapeutycznych placówki rehabilitacyjnej prowadzonej przez Fundację.
W latach 2010–2014 społecznie pracował na rzecz Aeroklubu Polskiego jako Przewodniczący Rady Centralnej Szkoły Szybowcowej w Lesznie.
Stale świadczy pomoc prawną pro publico bono.